# 더핑크퐁컴퍼니
더핑크퐁컴퍼니는 영화 및 애니메이션 시리즈, 음원, 공연, 모바일 애플리케이션, 게임, 라이선스 제품 등 온·오프라인 콘텐츠를 제작, 유통, 서비스하는 글로벌 패밀리 엔터테인먼트 기업이다. 더핑크퐁컴퍼니는 2010년 6월 설립된 스마트스터디의 새로운 사명으로, 자사 대표 브랜드 ‘핑크퐁’을 중심으로 창업 초기 정체성이었던 유·아동 교육 기업을 넘어 온 가족이 즐길 수 있는 문화를 만들겠다는 비전을 담고 있다. 전 세계 유튜브 조회수 1위를 넘어 100억뷰를 달성한 ‘핑크퐁 아기상어 체조’ 영상을 비롯해, 유튜브에서는 누적 조회수 약 700억뷰, 누적 구독자 1억 2000만명을 보유하고 있다. 또한, 전 세계 164개국 앱스토어에서 모바일 앱 시리즈 170여종을 출시해 누적 4억 다운로드를 돌파했고, 112개국 교육 카테고리 매출 1위를 기록했다. 더핑크퐁컴퍼니의 대표적인 앱으로는 아기상어 키즈 월드 앱이 있으며, 30+종 앱을 핑크퐁플러스 구독권으로 모두 사용할 수 있다.

## 더핑크퐁컴퍼니 제작 애니메이션

### KBS 2TV
- 핑크퐁 원더스타

### KBS 1TV
- 아기상어 올리 뚜루루뚜루
- 명탐정 핑크퐁과 호기
- 씰룩
- 핑크퐁과 호기: 새 친구 니니모

### EBS 1TV
- 아기상어 올리와 윌리엄

### 영화
- 핑크퐁 시네마 콘서트: 우주대탐험
- 핑크퐁 시네마 콘서트 2: 원더스타 콘서트 대작전
- 핑크퐁 시네마 콘서트 3: 진저브레드맨을 잡아라
- 아기상어 극장판: 사이렌 스톤의 비밀
- 베베핀 극장판: 사라진 베베핀과 핑크퐁 대모험
- 핑크퐁 시네마 콘서트 5: ?????????? 2028년
- 캐치! 티니핑: 실사영화판 2030

### 스페셜
- 핑크퐁 원더스타 특별편: 호기와 도둑자동차

### 핑크퐁 홈비디오
- Pinkfong's ABC
- Pinkfong's ABC en Español
- Pinkfong's ABC em Português
- Pinkfong's ABC en Français
- Pinkfong's ABC auf Deutsch
- Pinkfong's ABC in Italiano
- Pinkfong's ABC in het Nederlands

## IP
- 핑크퐁
- 레드렉스
- 문샤크
- 상어가족
  - 아기상어 올리
  - 아빠 상어
  - 엄마 상어
  - 할머니 상어
  - 할아버지 상어 등
  - 친구 윌리엄
- 핑크퐁 원더스타
  - 핑크퐁
  - 호기
  - 제니
  - 포키
  - 코디
  - 라이라
  - 레이첼
  - 마이언
  - 조르디
  - 첨리
  - 프리도
  - 코코
  - 패트
  - 빌리
  - 베이커
  - 조조
  - 베리
  - 니나
  - 터틀핀
  - 태니
  - 샤샤
  - 포키봇
  - 꽉꽉이
  - 망고새
  - 독수리
  - 원더카
- 아기상어 친구들
  - 행구
  - 라라
  - 골디
  - 척
  - 터보
  - 바트
  - 부스터
  - 가오리 레이나
  - 성게 어니
  - 피라냐 페니
  - 돌고래 월리스
  - 매디
  - 레니
- 니니모
- 베베핀 가족
  - 핀
  - 보라
  - 브로디
  - 엄마
  - 아빠
- 씰룩
  - 001 점박이범
  - 002 시바범
  - 006 뚱범
  - 011 다크서클범
  - 017 펭귄범
  - 027 하트범
  - 031 아기범 등
- 슈퍼구조대
  - 경찰차
  - 소방차
  - 구급차
  - 헬리콥터
- 공룡 유치원
  - 레드 렉스